# Coupe Mitropa 1959
Navigation
Édition précédente Édition suivante
La Coupe Mitropa 1959 est la vingtième édition de la Coupe Mitropa. Elle est disputée par huit clubs provenant de quatre pays européens. La compétition est remportée par le Budapest Honvéd, qui bat en finale le MTK Budapest FC, six buts à cinq.

## Compétition
Les matchs des quarts, des demies et la finale sont en format aller-retour. 

### Quarts-de-finale
| Équipe 1              | Résultat | Équipe 2             | Aller | Retour |
| --------------------- | -------- | -------------------- | ----- | ------ |
| Wiener SC             | 2-8      | Budapest Honvéd      | 2-1   | 0-7    |
| MTK Budapest FC       | 7-4      | TJ Dynamo Prague     | 5-0   | 2-4    |
| FK Vojvodina Novi Sad | 4-3      | First Vienna FC 1894 | 1-0   | 3-3    |
| SO Baník Ostrava      | 3-4      | FK Partizan Belgrade | 1-1   | 2-3    |

### Demi-finales
| Équipe 1             | Résultat | Équipe 2              | Aller | Retour |
| -------------------- | -------- | --------------------- | ----- | ------ |
| MTK Budapest FC      | 2-1      | FK Vojvodina Novi Sad | 2-1   | 0-0    |
| FK Partizan Belgrade | 5-5(1)   | Budapest Honvéd       | 3-3   | 2-2    |

- (1) Le Budapest Honvéd est qualifié au tirage au sort.

### Finale
| Équipe 1        | Résultat | Équipe 2        | Aller | Retour |
| --------------- | -------- | --------------- | ----- | ------ |
| Budapest Honvéd | 6-5      | MTK Budapest FC | 4-3   | 2-2    |